# پیرموسی (رشت)
پیرموسی، روستایی است از توابع بخش کوچصفهان شهرستان رشت در استان گیلان ایران.

## جمعیت
روستایی با طبیعت بکر و دست نخورده دارای اراضی زیبا و خیره کننده. این روستا دارای ۳ بخش است و بخش دوم(خیابان ولیعصر) به رود بزرگ سپید رود نزدیک است به فاصله تقریبی ۲ کیلومتر.
از نظر امکانات زندگی این روستا دارای: اب - برق - گاز - تلفن میباشد.
این روستا در دهستان کنارسر قرار دارد و براساس سرشماری مرکز آمار ایران در سال ۱۳۸۵، جمعیت آن ۴۲۶ نفر (۱۲۹خانوار) بوده‌است. شغل اکثریت خانواده‌ها برنجکاری است.